# Phanerotomella albiscapa
Phanerotomella albiscapa är en stekelart som först beskrevs av William Harris Ashmead 1905.  Phanerotomella albiscapa ingår i släktet Phanerotomella och familjen bracksteklar. Inga underarter finns listade i Catalogue of Life.